# Vercelli
Vercelli (Vërsej trong tiếng Piemonte) là một thành phố và comune khoảng 47.000 cư dân thủ phủ tỉnh Vercelli, vùng Piedmont, miền Bắc Italia. Đây là một trong các đô thị lâu đời nhất ở miền bắc nước Ý, được thành lập, theo hầu hết các nhà sử học, khoảng năm 600 trước Công nguyên.
Những thành phố nằm trên sông Sesia ở vùng đồng bằng sông Po giữa Milano và Torino. Đây là một trung tâm quan trọng đối với việc trồng lúa, và được bao quanh bởi các cánh đồng lúa, bị ngập lụt vào mùa hè. Khí hậu là điển hình của Thung lũng Po với mùa đông lạnh, sương mù (0,4 °C (33 °F) trong tháng Giêng) và nhiệt độ áp bức trong những tháng mùa hè (23,45 °C (74 °F) trong tháng Bảy). Lượng mưa phổ biến nhất trong mùa xuân và mùa thu, bão phổ biến vào mùa hè.
Trường đại học đầu tiên của thế giới tài trợ bởi tiền công quỹ được thành lập tại Vercelli vào năm 1228. Ngày nay, có một trường đại học của văn học và triết học như là một phần của del Università Piemonte Orientale và khuôn viên một vệ tinh của các Politecnico di Torino.
Vercelli có diện tích km2, dân số theo ước tính năm 2010 của Viện thống kê quốc gia Ý là người. 
Các đơn vị dân cư:
Đô thị Vercelli giáp với các đô thị: